# Thesium spinulosum
Thesium spinulosum är en sandelträdsväxtart som beskrevs av A. Dc.. Thesium spinulosum ingår i släktet spindelörter, och familjen sandelträdsväxter. Inga underarter finns listade i Catalogue of Life.